# سام هيوز (مقاتل)
سام هيوز (بالإنجليزية: Sam Hughes؛ مواليد 28 يونيو 1992) هو مُقاتل فنون قتالية مختلطة أمريكي.

## وصلات خارجية
- سام هيوز (مقاتل) على موقع يو إف سي (الإنجليزية)
- سام هيوز (مقاتل) على موقع شيردوغ (الإنجليزية)
- سام هيوز (مقاتل) على موقع Tapology.com (الإنجليزية)